# Interprovincial Championship 1956-57
El Interprovincial Championship de 1956-57 fue la decimoprimera edición del torneo de equipos provinciales de la Isla de Irlanda, es decir tanto de la República de Irlanda como de Irlanda del Norte.

## Sistema de disputa
El torneo se disputó en formato de todos contra todos, otorgando 2 puntos por el triunfo, 1 por el empate y 0 por la derrota. El equipo que obtuviera más puntos al final del campeonato era declarado campeón.

## Desarrollo
- Tabla de posiciones:[1]

| Pos. | Equipo         | Encuentros | Encuentros | Encuentros | Encuentros | Tantos | Tantos | Tantos | Puntos |
| Pos. | Equipo         | PJ         | PG         | PE         | PP         | F      | C      | Dif    | Puntos |
| ---- | -------------- | ---------- | ---------- | ---------- | ---------- | ------ | ------ | ------ | ------ |
| 1.º  | Connacht Rugby | 3          | 2          | 0          | 1          | 19     | 25     | -6     | 4      |
| 1.º  | Ulster Rugby   | 3          | 2          | 0          | 1          | 46     | 29     | +17    | 4      |
| 1.º  | Leinster Rugby | 3          | 2          | 0          | 1          | 25     | 17     | +8     | 4      |
| 4.º  | Munster Rugby  | 3          | 0          | 0          | 3          | 15     | 34     | -19    | 0      |

|  | Campeón. |

### Resultados
| 1956 | Connacht | 6 - 3 | Ulster |  |  |

| 1956 | Connacht | 10 - 3 | Munster |  |  |

| 1956 | Leinster | 19 - 9 | Munster |  |  |

| 1956 | Leinster | 19 - 3 | Connacht |  |  |

| 1956 | Ulster | 17 - 8 | Leinster |  |  |

| 1956 | Ulster | 5 - 3 | Munster |  |  |

| Bandera de Irlanda |
| Campeón Connacht   |
| Segundo título     |

| Bandera de Irlanda |
| Campeón Ulster     |
| Sexto título       |

| Bandera de Irlanda |
| Campeón Leinster   |
| Cuarto título      |